# Жан Боротра
Жан Лорен Робер Боротра (фр. Jean Robert Borotra; 13 серпня 1898, Біарриц — 17 липня 1994, Арбонн) — французький тенісист, один з чотирьох мушкетерів французького тенісу. Був успішним як в одиночному, так і в парному розряді: загалом виграв п'ятнадцять турнірів Великого шолома. В складі збірної Франції завоював бронзові медалі на Олімпіаді 1924 року в парному розряді. З 1927 по 1932 виграв п'ять кубків Девіса. Під час Другої світової війни був генеральним комісаром зі справ спорту в уряді Віші з серпня 1940 по квітень 1942 року. У 1942 Боротру звільнили з посади; в листопада того ж року був ув'язнений нацистами за підозрою у співробітництві з англійцями. До кінця війни тенісист перебував у нацистських концтаборах, звідки був звільнений у травні 1945 року військами Союзників. Після війни продовжував виступати у парному розряді. Останній матч провів 1964 року. У 1976 році був введений у Зал слави.

## Фінали турнірів Великого шолома

### Одиночний розряд: 10 (4–6)
| Результат | Рік  | Турнір                     | Покриття | Суперник       | Рахунок                 |
| --------- | ---- | -------------------------- | -------- | -------------- | ----------------------- |
| Перемога  | 1924 | Вімблдонський турнір       | Трава    | Рене Лакост    | 6–1, 3–6, 6–1, 3–6, 6–4 |
| Поразка   | 1925 | Чемпіонат Франції          | Ґрунт    | Рене Лакост    | 5–7, 1–6, 4–6           |
| Поразка   | 1925 | Вімблдонський турнір       | Трава    | Рене Лакост    | 3–6, 3–6, 6–4, 6–8      |
| Перемога  | 1926 | Вімблдонський турнір       | Трава    | Говард Кінсі   | 8–6, 6–1, 6–3           |
| Поразка   | 1926 | Національний чемпіонат США | Трава    | Рене Лакост    | 4–6, 0–6, 4–6           |
| Поразка   | 1927 | Вімблдонський турнір       | Трава    | Анрі Коше      | 6–4, 6–4, 3–6, 4–6, 5–7 |
| Перемога  | 1928 | Чемпіонат Австралії        | Трава    | Джек Каммінґс  | 6–4, 6–1, 4–6, 5–7, 6–3 |
| Поразка   | 1929 | Чемпіонат Франції          | Ґрунт    | Рене Лакост    | 3–6, 6–2, 0–6, 6–2, 6–8 |
| Поразка   | 1929 | Вімблдонський турнір       | Трава    | Анрі Коше      | 4–6, 3–6, 4–6           |
| Перемога  | 1931 | Чемпіонат Франції          | Ґрунт    | Крістіан Буссю | 2–6, 6–4, 7–5, 6–4      |

### Парний розряд: 12 (9–3)
| Результат | Рік  | Турнір               | Покриття | Партнер        | Суперники                      | Рахунок                  |
| --------- | ---- | -------------------- | -------- | -------------- | ------------------------------ | ------------------------ |
| Перемога  | 1925 | Чемпіонат Франції    | Ґрунт    | Рене Лакост    | Анрі Коше Жак Брюньйон         | 7–5, 4–6, 6–3, 2–6, 6–3  |
| Перемога  | 1925 | Вімблдонський турнір | Трава    | Рене Лакост    | Джон Ф. Геннессі Реймонд Кейсі | 6–4, 11–9, 4–6, 1–6, 6–3 |
| Перемога  | 1928 | Чемпіонат Австралії  | Трава    | Жак Брюньйон   | Едґар Мун Джеймс Віллард       | 6–2, 4–6, 6–4, 6–4       |
| Поразка   | 1927 | Чемпіонат Франції    | Ґрунт    | Рене Лакост    | Анрі Коше Жак Брюньйон         | 6–2, 2–6, 0–6, 6–1, 4–6  |
| Перемога  | 1928 | Чемпіонат Франції    | Ґрунт    | Жак Брюньйон   | Анрі Коше Рене де Бюзеле       | 6–4, 3–6, 6–2, 3–6, 6–4  |
| Перемога  | 1929 | Чемпіонат Франції    | Ґрунт    | Рене Лакост    | Анрі Коше Жак Брюньйон         | 6–3, 3–6, 6–3, 3–6, 8–6  |
| Перемога  | 1932 | Вімблдонський турнір | Трава    | Жак Брюньйон   | Пет Г'юз Фред Перрі            | 6–0, 4–6, 3–6, 7–5, 7–5  |
| Перемога  | 1933 | Вімблдонський турнір | Трава    | Жак Брюньйон   | Рьосукі Нуної Дзіро Сато       | 4–6, 6–3, 6–3, 7–5       |
| Перемога  | 1934 | Чемпіонат Франції    | Ґрунт    | Жак Брюньйон   | Джек Кроуфорд Вівіан Макграт   | 11–9, 6–3, 2–6, 4–6, 9–7 |
| Поразка   | 1934 | Вімблдонський турнір | Трава    | Жак Брюньйон   | Джордж Лот Лестер Стоуфен      | 2–6, 3–6, 4–6            |
| Перемога  | 1936 | Чемпіонат Франції    | Ґрунт    | Марсель Бернар | Пет Г'юз Реймонд Такі          | 6–2, 3–6, 9–7, 6–1       |
| Поразка   | 1939 | Чемпіонат Франції    | Ґрунт    | Жак Брюньйон   | Дон Макніл Чарлз Гарріс        | 6–4, 4–6, 0–6, 6–2, 8–10 |

### Мікст:5 перемог
| Результат | Рік  | Турнір                     | Покриття | Партнер          | Суперники                         | Рахунок       |
| --------- | ---- | -------------------------- | -------- | ---------------- | --------------------------------- | ------------- |
| Перемога  | 1925 | Вімблдонський турнір       | Трава    | Сюзанн Ленглен   | Елізабет Раян Уберто Де Морпурго  | 6–3, 6–3      |
| Перемога  | 1926 | Національний чемпіонат США | Трава    | Елізабет Раян    | Гейзел Гочкіс-Вайтмен Рене Лакост | 6–4, 7–5      |
| Перемога  | 1927 | Чемпіонат Франції          | Ґрунт    | Марґеріт Брокеді | Лілі Альварес Білл Тілден         | 6–4, 2–6, 6–2 |
| Перемога  | 1928 | Чемпіонат Австралії        | Трава    | Дафне Акгерст    | Есна Бойд Джон Гоукс              | без гри       |
| Перемога  | 1934 | Чемпіонат Франції          | Ґрунт    | Колетт Розамбер  | Елізабет Раян Адріан Квіст        | 6–2, 6–4      |

## Часовий графік результатів
| W | Ф | ПФ | ЧФ | #Р | КТ | К# | DNQ | A | NH |

(OF) лише серед членів Французького клубу
|                                        | 1922                   | 1923                   | 1924                   | 1925                   | 1926                   | 1927                   | 1928                   | 1929                   | 1930                   | 1931                   | 1932                   | 1933                   | 1934                   | 1935                   | 1936                   | SR     | В-П    | Win % |
| Турніри Великого шлему                 | Турніри Великого шлему | Турніри Великого шлему | Турніри Великого шлему | Турніри Великого шлему | Турніри Великого шлему | Турніри Великого шлему | Турніри Великого шлему | Турніри Великого шлему | Турніри Великого шлему | Турніри Великого шлему | Турніри Великого шлему | Турніри Великого шлему | Турніри Великого шлему | Турніри Великого шлему | Турніри Великого шлему | 4 / 26 | 103–22 | 82.4  |
| -------------------------------------- | ---------------------- | ---------------------- | ---------------------- | ---------------------- | ---------------------- | ---------------------- | ---------------------- | ---------------------- | ---------------------- | ---------------------- | ---------------------- | ---------------------- | ---------------------- | ---------------------- | ---------------------- | ------ | ------ | ----- |
| Відкритий чемпіонат Австралії з тенісу | A                      | A                      | A                      | A                      | A                      |                        | П                      | A                      | A                      | A                      | A                      | A                      | A                      | A                      |                        | 1 / 1  | 6–0    | 100   |
| Відкритий чемпіонат Франції з тенісу   | OF                     | OF                     | OF                     | Ф                      | ПФ                     | 4р                     | ПФ                     | Ф                      | ПФ                     | П                      | A                      | A                      | A                      | A                      | A                      | 1 / 7  | 29–6   | 82.9  |
| Вімблдонський турнір                   | 3р                     | 4р                     | П                      | Ф                      | П                      | Ф                      | ЧФ                     | Ф                      | ПФ                     | ПФ                     | 4р                     |                        | A                      | 2р                     |                        | 2 / 12 | 55–10  | 84.6  |
| Відкритий чемпіонат США з тенісу       |                        |                        | 3р                     | 1р                     | Ф                      | ЧФ                     | 3р                     |                        | 1р                     | A                      | A                      | A                      | A                      | A                      |                        | 0 / 6  | 13–6   | 68.4  |
| В-П                                    | 2–1                    | 3–1                    | 9–1                    | 13–3                   | 16–2                   | 11–3                   | 14–3                   | 11–2                   | 9–3                    | 11–1                   | 3–1                    |                        |                        | 1–1                    |                        |        |        |       |
| Виступи за країну                      |                        |                        |                        |                        |                        |                        |                        |                        |                        |                        |                        |                        |                        |                        |                        |        |        |       |
| Теніс на Олімпійських іграх            | NH                     | NH                     | ПФ                     | Не проводився          | Не проводився          | Не проводився          | Не проводився          | Не проводився          | Не проводився          | Не проводився          | Не проводився          | Не проводився          | Не проводився          | Не проводився          | Не проводився          | 0 / 1  | 5–2    | 71.4  |